# Registrske tablice Severne Makedonije
Registrske tablice Severne Makedonije sestojijo iz dvočrkovne oznake regije, ki ji sledi štirimestno število (do februarja 2012 trimestno) in dve črki. Za oznako regije se nahaja rdeče polje, v katerem so črke oznake regije in registrske oznake izpisane v cirilici. Na levi strani stoji modro polje z mednarodno avtomobilsko oznako Makedonije, NMK. Pred preimenovanjem države v Severno Makedonijo s Prespanskim sporazumom februarja 2019 je bila avtomobilska oznaka MK.
Standardne dimenzije registrskih tablic so 520 × 110 mm. Tablice v trenutni obliki so se začele izdajati 20. februarja 2012.

## Oznake
Oznak na registrskih tablicah, ki označujejo kraj registracije, je 33:
| Oznaka | Območje             | Občine, ki jih pokriva oznaka                                                         |
| ------ | ------------------- | ------------------------------------------------------------------------------------- |
| BE     | Berovo              | Berovo                                                                                |
| BT     | Bitola              | Bitola, Mogila, Novaci                                                                |
| DB     | Debar               | Debar, Centar Župa                                                                    |
| DE     | Delčevo             | Delčevo                                                                               |
| DH     | Demir Hisar         | Demir Hisar                                                                           |
| DK     | Demir Kapija        | Demir Kapija                                                                          |
| GE     | Gevgelija           | Gevgelija, Bogdanci, Dojran                                                           |
| GV     | Gostivar            | Gostivar, Vrapčište, Mavrovo i Rostuša                                                |
| KA     | Kavadarci           | Kavadarci, Rosoman                                                                    |
| KI     | Kičevo              | Kičevo, Plasnica                                                                      |
| KO     | Kočani              | Kočani, Zrnovci, Češinovo-Obleševo                                                    |
| KR     | Kratovo             | Kratovo                                                                               |
| KP     | Kriva Palanka       | Kriva Palanka, Rankovce                                                               |
| KS     | Kruševo             | Kruševo                                                                               |
| KU     | Kumanovo            | Kumanovo, Lipkovo, Staro Nagoričane                                                   |
| MB     | Makedonski Brod     | Makedonski Brod                                                                       |
| MK     | Makedonska Kamenica | Makedonska Kamenica                                                                   |
| NE     | Negotino            | Negotino                                                                              |
| OH     | Ohrid               | Ohrid, Debarca                                                                        |
| PE     | Pehčevo             | Pehčevo                                                                               |
| PP     | Prilep              | Prilep, Dolneni, Krivogaštani                                                         |
| PS     | Probištip           | Probištip                                                                             |
| RA     | Radoviš             | Radoviš, Konče                                                                        |
| RE     | Resen               | Resen                                                                                 |
| SK     | Skopje              | Skopje, Aračinovo, Zelenikovo, Ilinden, Petrovec, Sopište, Studeničani, Čučer-Sandevo |
| SN     | Sveti Nikole        | Sveti Nikole, Lozovo                                                                  |
| SR     | Strumica            | Strumica, Bosilovo, Vasilevo, Novo Selo                                               |
| ST     | Štip                | Štip, Karbinci                                                                        |
| SU     | Struga              | Struga                                                                                |
| TE     | Tetovo              | Tetovo, Bogovinje, Brvenica, Želino, Jegunovce, Tearce                                |
| VA     | Valandovo           | Valandovo                                                                             |
| VE     | Veles               | Veles, Gradsko, Čaška                                                                 |
| VI     | Vinica              | Vinica                                                                                |
| VV     | Vevčani             | Vevčani                                                                               |

### Zgodovina
Od leta 1993 do 20. februarja 2012 je obstajalo deset oznak regij: BT, GV, KU, OH, PP, SK, SR, ŠT, TE in VE.
20. februarja 2012 je bilo poleg desetih obstoječih uvedenih sedem novih kod: GE, KA, KI, KO, KP, RA in SU.
1. marca 2013 je bilo poleg obstoječih sedemnajstih uvedenih šest novih kod: BE, DE, NE, RE, SN in VI.
1. septembra 2013 je bila poleg obstoječih triindvajsetih uvedena ena nova koda: VV.
4. julija 2015 je bilo poleg obstoječih štiriindvajsetih uvedenih sedem novih kod: DB, DK, MB, MK, KR, PS in VA.
30. maja 2019 sta bili poleg obstoječih enaintridesetih uvedeni dve novi kodi: DH in KS.
1. junija 2020 je bila poleg obstoječih triintridesetih uvedena ena nova koda: PE.

### Oznake, ki niso več v rabi
| Oznaka | Območje     | Opombe                                                                  |
| ------ | ----------- | ----------------------------------------------------------------------- |
| ŠT     | Štip        | Oznaka je bila februarja 2012 spremenjena v ST.                         |
| TV     | Titov Veles | Oznaka je bila spremenjena v VE (Veles), ko je bilo mesto preimenovano. |

## Kritike
Nove tablice kritizirajo številni strokovnjaki in javnost, ki vztrajajo, da bi se morali namesto celotne latinične abecede uporabljati zgolj znaki, ki obstajajo tako v cirilici kot v latinici. Opazko so poslali na makedonsko ustavno sodišče, vendar o zadevi še ni odločeno. Prav tako naj bi bila oznaka države postavljena prenizko.
Pred razrešitvijo spora o uporabi imena Makedonije so avtomobilom pri vstopu v Grčijo na mejnih prehodih prekrivali avtomobilsko oznako "MK" z nalepko, na kateri je v grščini in angleščini pisalo “S strani Grčije prepoznana kot ΠΓΔΜ/FYROM”.

## Posebne tablice
- Tablice diplomatskih predstavnikov imajo črno ozadje ter sestojijo iz dvomestnega števila, ki označuje državo, oznake CC/CD/CMD/S in številk.
- Preizkusne tablice vsebujejo pas z oznako regije in napisom "PROBA". Razpored je sicer enak kot pri starih jugoslovanskih tablicah, le brez zvezdice.
- Pri začasnih tablicah je zadnja črka zamenjana s številko.
- Policijska vozila imajo na sprednji strani tablico z napisom "POLICIJA", medtem ko tablica na zadnji strani vsebuje šest modrih številk v dveh skupinah, med seboj ločenih z grbom policije.

## Galerija
- Diplomatska registrska tablica predstavništva v Makedoniji (09 = Francija)
- Diplomatska registrska tablica (92 = OVSE)
- Policijska tablica (sprednja)
- Policijska tablica (zadnja)
- Preizkusna tablica
- Jugoslovanska tablica iz Skopja